# Albert Charpentier
Albert Charpentier (...) è un ingegnere elettronico statunitense noto per aver lavorato alla MOS Technology ed alla Commodore International.
Il suo nome è legato a quello di famosi microprocessori: Charpentier ha infatti progettato il MOS VIC, il chip preposto alla gestione dell'audio e della grafica del Commodore VIC-20, ed ha diretto il gruppo di ingegneri che ha sviluppato il MOS VIC-II, presente nel Commodore 64. 
In seguito è stato fondatore e presidente di Ensoniq.
Attualmente è responsabile del reparto tecnologia di Intelli-Fit (di cui è anche fondatore), una società americana che realizza body scanner per la rilevazione delle misure di abiti di una persona, una delle tecnologie usate per i camerini virtuali.